# 1611 Beyer
1611 Beyer (1950 DJ) là một tiểu hành tinh vành đai chính được phát hiện ngày 17 tháng 2 năm 1950 bởi Reinmuth, K. ở Heidelberg.